# Storfyrstendømmet Finland
Storfyrstendømmet Finland (finsk: Suomen suuriruhtinaskunta, svensk: Storfurstendömet Finland, russisk: Великое княжество Финляндское) var forgængeren for det moderne Finland. Det eksisterede i perioden 1809-1917 som en del af det Russiske Kejserrige og havde den russiske zar som storfyrste.
I løbet af de 108 år fra 1809 til 1917 gennemgik Finland tre faser:
1. Fra 1809 til 1863 blev personalunionen konsolideret, og de finske myndigheder fik lov til at beholde den gustavianske forfatning. Under denne fase lykkedes det finnerne gradvis at overbevise russerne om deres loyalitet.
2. I perioden fra 1863 til 1906 fik Finland voksende uafhængighed, hvor især lantdagen blev genoprettet. Finsk blev også et officielt sprog på linje med svensk, og handelen med omverden voksede stærkt som følge af økonomisk liberalisering og valutareform. Finland gennemgik en industriel udvikling fra 1860'erne drevet frem af skovindustrien. Økonomisk var landet stærkt knyttet til Rusland, og den økonomiske politik indebar, at der kun skete en begrænset liberalisering af markedet.
3. Under den sidste fase fra 1906 til 1917 forsøgte russerne at russificere Finland, men dette mislykkedes, og forsøget viste sig at have en ødelæggende indvirkning på Finlands senere forhold til Rusland og Sovjetunionen. Mod slutningen af perioden gik landet ind i dybe kriser med stærk inflation, og megen industri blev helt eller delvis overtaget af staten. I kølvandet på den russiske revolution oplevede Finland også for første gang massearbejdsløshed med stærke sociale og politiske spændinger.

Fra finsk side blev forholdet til Rusland betragtet som en personalunion, og da zaren trådte tilbage under Oktoberrevolutionen i 1917, benyttede finnerne lejligheden til at erklære landet selvstændigt. En riksdag, som efter de hvides sejr i den finske borgerkrig midlertidig var uden socialdemokratiske repræsentanter, valgte den tyske prins Frederik Karl af Hessen til konge i det tiltænkte finske kongerige, men efter det tyske nederlag under 1. verdenskrig frasagde prinsen sig tronen allerede inden, at han var tiltrådt. I 1919 vedtog den nyvalgte finske riksdag i stedet en ny forfatning med en stærk præsidentmagt.

## Baggrund

### Den finsk-svenske unions opløsning
De områder, som hører under det senere selvstændige Finland, havde fra middelalderen været en integreret del af Sverige og hørte under stormagtstiden i 1600-tallet til rigets kerneområde. Sveriges magtposition blev i 1700-tallet svækket, især under store nordiske krig, da Rusland besatte Finland i årene fra 1714 til 1721. Okkupationen afsluttedes med freden i Nystad, hvor Sverige måtte afstå Vyborg og Kexholm, samt sine baltiske besiddelser til Rusland. I en senere russisk-svensk krig, den såkaldte Hattarnas ryska krig fra 1741 til 1743, besatte russerne Finland på ny, og under den følgende fredsaftale blev den vestligste af Kymmene älvs mundingsgrene nyt grænseskel mellem de to lande.
Efter, at Rusland havde lidt nederlag i Napoleonskrigenes fjerde koalitionskrig, indgik zar Alexander 1. en aftale med Napoleon ved Freden i Tilsit den 7. juli 1807, hvorefter Østeuropa blev delt i en fransk og en russisk interessesfære. Rusland skulle presse England og Sverige til fred med Napoleon, mod, at Frankrig pressede Det osmanniske rige til at indgå fred med Rusland og sikre den fransk-russiske deling af Balkan. I denne aftale spillede hverken Finland eller Sverige næppe nogen vigtig rolle for den russiske zars strategiske interesser, men da den engelske forbundsfælle Sverige ikke efterkom de fransk-russiske ønsker, gik zaren til værks mod Sverige via Finland. Det var således næppe med langsigtet okkupation i tankerne, at Rusland gik til angreb på Sverige den 21. februar 1808 og derved startede den Finske krig.
Finnerne præsterede en folkelig modstandskamp mod de russiske besættelsestropper, og poeten Johan Ludvig Runeberg trak siden højdepunkterne i denne kamp og en modoffensiv i juli i sine Fänrik Ståls sägner (Historier om fenrik Stål). Men overladt til sig selv var 22.000 finske soldater i længden ikke i stand til at bekæmpe russernes invasion, og krigen var ovre i løbet af et og et halvt år. Napoleon forsøgte at få zaren til at invadere Sverige, men forgæves. Men den finske kampglød fra felttoget og bøndernes pro-svenske guerillakamp på Åland, i Österbotten og Karelen kan have bidraget til, at Rusland valgte en forsigtig linje og bevilgede finnerne en betydelig autonomi. Siden der fortsat blev ydet militær modstand og på grund af faren for guerillakrig, forsøgte zaren at få ro i Finland. I et manifest udstedt 17. juni 1808 under finnernes modoffensiv, bekræftede han, at Finland var indlemmet i Rusland, men lovede at beholde landets gamle love og stændernes privilegier. Samtidig befalede han Finlands stænder at komme sammen til en forhandling om landets fremtidige status. Det hører også med, at Napoleon ikke anerkendte russerne herredømme over Finland, før han mødte zaren i Erfurt i november 1808.

### Storfyrstendømmet bliver til
Den finske deputation under ledelse af grev Carl Erik Mannerheim rejste i november 1808 til Sankt Petersborg, men hævdede, at de ikke var legitime repræsentanter for Finlands stænder. Følgen blev, at zaren besluttede at indkalde stænderne i overensstemmelse med de gamle svenske loves procedurer for en lantdag. Desuden lovede han finnerne, at deres ledere skulle kunne henvende sig direkte til ham uden om den russiske regering. På denne måde fik finnerne en mere ophøjet og reel status af autonomi, selv om landet ikke var selvstændigt.
Stænderforsamlingen trådte sammen i Borgå den 25. marts 1809, det vil sige før Freden i Fredrikshamn den 17. september 1809. Den hastige sammenkaldelse skyldtes zarens behov for at afklare situationen i Finland, før en ny runde af krig brød ud i Europa. Efter at zaren var ankommet, blev Borgå lantdag højtidelig åbnet den 28. marts. De finske stænder aflagde troskabsed til zaren – formelt set var dette landsforræderi, da de fortsat var svenske undersåtter – til gengæld forsikrede zaren, at Finland skulle beholde sine love, sin religion og sit sprog. Gustaf Mauritz Armfelt, som var udvist fra Sverige som landsforræder og som var blevet rådgiver for zaren, overbeviste denne om, at Finland burde blive et storfyrstendømme. Stænderne sad sammen i nogen måneder for at udarbejde en forvaltning, som var i overensstemmelse med Finlands nye status, og den 19. juli 1809 afsluttede Alexander 1. landdagen med en afslutningstale, hvori han slog fast, at finnerne nu var "løftet op til medlemskab i familien af nationer".
Rusland og Sverige sluttede fred i september 1809, og fredsbetingelserne indebar, at Sverige måtte afstå hele den sydlige halvdel af Finland, Åland, dele af Lapplands län og Västerbotten. Storfyrstendømmet bestod oprindelig blot af de områder, som Sverige nylig havde afstået, men fra begyndelsen af 1812 blev tillige de såkaldte "gammelfinske" områder, som Sverige havde mistet til Rusland i 1721 og 1743, indlemmede i riget. Dette blev de gældende grænser frem til, at Finland erklærede sig uafhængig i 1917. Ændringen var ikke uden betydning for Sverige – landets nye hersker Jean-Baptiste Bernadotte havde ikke den gamle kongeslægts sentimentale følelser over for Finland og indgik aftale med zaren i Åbo i 1812 om at afstå de finske områder i bytte mod russisk støtte til, at Norge blev lagt under Sverige. Aftalen fjernede en vigtig proteststemme mod russisk anneksion af Finland, hvilket bekymrede de finske nationalister, som måtte have haft håb om svensk støtte.
Fra begyndelsen var Åbo det nye storfyrstedømmes hovedstad. Men zaren ønskede at symbolisere Finlands tilknytning til Rusland, og da Helsingfors var blevet ødelagt ved en brand i 1808 under Finske krig og måtte bygges op igen, flyttede han snart hovedstadsfunktionerne østpå til Helsingfors. Efter den store bybrand i Åbo i 1827 blev også Kungliga Akademien i Åbo året efter flyttet til Helsingfors som Kejserliga Alexanders universitetet i Finland. Flytningen af hovedstaden blev ledsaget af en storstilet, russisk-finansieret opbygning af den nye metropol, inspiceret af zaren selv. En småby med omkring 4.000 indbyggere blev forvandlet til monumental hovedstad under ledelse af arkitekt Johan Albrecht Ehrenström, mens regeringsbygningerne blev tegnet af den tyske arkitekt Carl Ludwig Engel.

## Forfatning og forvaltning
Som resultat af hændelserne i Borgå forblev de gamle svenske love retsgyldige i storhertugdømmet. Først og fremmest drejede det sig om den gustavianske forfatning fra 1772 med nogen tilføjelser fra 1789.

### Zaren og finnerne
Den russiske zar var i egenskab af storfyrste af Finland statsoverhoved i det autonome storfyrstendømme. Da den ellers autokratisk indstillede Nikolaj 1. besteg tronen i 1825, anerkendte han Finlands særstatus og aflagde den samme troned som sin forgænger, hvilket blev en tradition for alle efterfølgere. Ved hoffet i Sankt Petersborg fandtes Kommittén för de finska ärendena som forberedte bestemmelser, som gjaldt Finland. Komiteen, som bestod af finske statsborgere, blev opløst i 1826 og opgaverne overtaget af statssekretæren, fra 1834 ministersekretæren for finske anliggender. Også disse var finske statsborgere.
Komiteen for finske anliggender blev genoplivet under Alexander 2.s regeringstid (1855–1881), da der også skete andre store forandringer i den finske forvaltning. Generalguvernøren, som repræsenterede det russiske rige, var sædvanligvis en russer. Enkelte boede i Helsingfors og opfattede embedet i Finland som sin hovedopgave, som Nikolaj Adlerberg med tjenestetid 1866 til 1881, mens andre spillede en central rolle i imperiet og opfattede generalguvernørstillingen som en bibeskæftigelse, som fyrst Mensjikov.
Arvtageren Nikolaj 1. bestemte sig fra første stund for at bevilge finnerne betydelig indflydelse over egen udvikling. Da revolutionære optrin greb om sig i både Polen og Sverige i 1830, frygtede mange en tilsvarende oprørsstemning i Finland. Zaren valgte at vinde finnernes loyalitet ved et samarbejde snarere end ved magtbrug, og finnerne vandt yderligere indrømmelser, da de forblev loyale under hele revolutionsåret. Den nye generalguvernør, fyrst Aleksandr Sergejevitsj Mensjikov, valgte en forsigtig samarbejdsstrategi over for finnerne i perioden 1831 til 1855.
Det fandtes kræfter i Rusland, som ønskede en hårdhændet russificering af Finland, eksempelvis indenrigsminister Perovskij. Finnerne læste og skrev på svensk, og i en periode uden nogen finsk national opvågning var det formentlig kun det russiske autokrati, som forhindrede sådanne ekstreme russiske strømninger fra at vinde fodfæste. Finske officerer gjorde karriere i zarens Rusland og deltog i militæraktioner i Polen og Tyrkiet, og russisk blev studeret i finske skoler og læresteder. En russer finansierede endog udgivelsen af en finsk ordbog, og zar Nikolaj 1. kunne glæde sig over finnernes loyalitet. Finnernes frihed førte uvægerlig til opblomstring af finsk nationalfølelse, og blot få årtier efter Finske krig føjede Runebergs Fänrik Ståls sägner sig ind i en gryende, finsk uafhængighedsbevægelse.
Først med revolutionerne i Europa i 1848 blev zaren mere mistænksom over for politiske udbrud af finsk nationalisme og brugen af finsk sprog. Mens svensk sprog blev tolereret, udviklede anti-finske kræfter i både de russiske og finske regeringer en holdning, som førte til forbud mod uautoriserede, finske skrifter i 1850. Både svensksprogede og russiske ledere anså – trolig fejlagtigt – at de finske nationalister var sympatisk indstillede over for den europæiske revolutionsbevægelse. I virkeligheden var de gryende liberale kræfter blandt studenter og yngre ledere ikke særlig optagede af sprogspørgsmål. Formodentlig var forbuddet fra russisk side hovedsagelig anti-vestligt motiveret og ikke sprogpolitisk motiveret som et anti-finsk tiltag. Efter blot fire år blev forbuddet da også de facto lagt til side, mens Nikolaj 1. fortsat regerede.

### Generalguvernøren
Zaren udnævnte fra begyndelsen i hovedsagen russiske generaler som generalguvernører, efter at et forsøg med en finsk viste sig lidet vellykket. Men efterhånden kom det finske statsstyre ind i et mere reguleret spor med direkte rapportering til zaren selv, uden om den russiske regering.
I anden halvdel af 1800-tallet blev der indsat også ikke-russiske generalguvernører med magt væsentlig til udpegelsen af embedsmænd og senatorer. Formelt ledte generalguvernøren senatets møder og kunne protestere mod beslutningerne der, men efter som guvernøren sjældent forstod svensk, holdt han sig sædvanligvis borte fra møderne,, måske undtaget Fabian Steinheil.

### Senatet
Allerede i november 1808 besluttede zaren sig for, at der skulle oprettes et eget øverste organ for Finland, som svarede til Sveriges riksråd. Navnet på rådet var oprindelig Regeringskonseljen, fra 1816 Kejserliga senaten för Finland. Forretningsordenen blev udarbejdet af et udvalg ledet af biskop Jacob Tengström, og indholdet blev stærkt præget af juristen Matthias Calonius. Stænderne, som var samlede i Borgå fik tilføjet det væsentlige punkt, at medlemmerne af senatet skulle komme fra Finland.
Senatet bestod af to departementer, ekonomidepartement og  justitiedepartementet. Sidstnævnte fungerede som Finlands højeste domstol, mens ekonomidepartementet var det øverste forvaltningsorgan for Finlands regering. Regeringsmagten blev formelt udøvet i konselj ("statsråd"), hvor generalguvernøren i egenskab af zarens stedfortræder fattede beslutning i de sager, som blev lagt frem. Som regel deltog generalguvernøren ikke i forhandlingerne, møderne blev til at begynde med ledet af den højest rangerende af medlemmerne i det aktuelle departement frem til, at man fra 1822 begyndte at udpege en vice ordföranden fra hver af departementerne. I praksis var lederen af ekonomidepartementet Finlands regeringsleder. Senatet tog hensyn til monarkens rettigheder i Finland, og medlemmerne blev valgt direkte af zaren. Medlemmerne af senatet sad i tre år. Forretningsordenen dikterede, at halvdelen af medlemmerne være adelige og halvdelen ikke-adelige.
Senatet holdt til at begynde med sine møder i Åbo, som dermed blev den første hovedstad i det autonome storfyrstendømme. Allerede i 1812 besluttede zar Alexander 1., at Helsingfors skulle blive hovedstad. Åbo symboliserede den gamle tilknytning til Sverige, og zaren ville grundlægge en ny hovedstad som tegn på forbindelsen med Rusland. Helsingfors var hertil egnet ikke kun på grund af den vigtige fæstning Sveaborg, men også fordi byen brændte næsten helt ned til grunden i 1808 og derfor måtte rejses på ny. Efter omfattende ny byggeaktivitet under ledelse af arkitekten Carl Ludvig Engel kunne senatet i 1822 tage plads i det nye Senatshus i Helsingfors.
I forbindelse med senatet blev der oprettet et prokuratorembete med Calonius som den første indehaver. Centrale opgaver for prokuratoren var at kontrollere, at senatet handlede i overensstemmelse med lovene, og han blev også det øverste kontrolorgan for retsplejen. Embedet eksisterer fortsat, nu under betegnelsen justitiekansler.

### Riksdag og parlament

#### Stænderforsamlingen som en svensk arv
Den svenske stænderforsamling, Ståndsriksdagen, var betegnelsen på de regelmæssigt indkaldte repræsentanter for de fire stænder: adelen, præsteskabet, borgerne og de selvejende bønder. Frem til, at Sverige og Finland blev adskilte, mødte delegaterne fra de finske områder på samme vilkår som fra de andre kerneområder i det svenske rige. I storfyrstendømmet fortsatte denne ordning uændret med den forskel, at de finske områder fik deres egen rigsdag.
Ifølge den gustavianske forfatning måtte rigsdagen godkende nye eller ændrede love, men havde ingen ret til at tage initiativer selv. Derimod havde kongen ret til at regulere forvaltningsmæssige og økonomiske forhold uden indblanding fra stændernes side. Forfatningen var uklar med hensyn til omfanget af kongens forvaltningsret, og dette benyttede både den svenske konge og zaren sig flittigt af for at undgå at involvere stænderforsamlingen.
Indkaldelse af stænderne skete på monarkens initiativ. Efter riksdagen i Borgå 1809, som samtiden benævnte som Lantdag, undgik både zar Alexander 1. og efterfølgeren Nikolaj 1. under hele deres regeringsperioder at indkalde rigsdagen. Først Alexander 2. så det som nødvendigt for at få gennemført sine mange økonomiske reformer og sammenkaldte stænderforsamlingen i 1863. Dette udløste en begejstringsbølge i Finland og gjorde zaren yderst populær i landet.
Zar Aleksander 2. oprettede to udvalg, der fik til opgave at udarbejde en ny finsk grundlov baseret på den gustavianske forfatning og at reorganisere forvaltningen. En virkeliggørelse af projektet ville blandt andet give stænderne en lovlig initiativret og gøre Senatet selvstændigt. Den stort anlagte reform blev imidlertid forhindret af en voksende indenrigspolitisk spænding i Rusland, især som følge af den polske opstand i januar 1863 og attentatforsøget på zaren i 1866. Kun ordningen med, at Riksdagen skulle indkaldes hvert femte år, blev gennemført. Først i 1882 gav Alexander 3. Riksdagen initiativret og indførte, at Riksdagen skulle mødes hvert tredje år.
Riksdagens sammensætning var bestemt i Riksdagsordningen af 1617. De fire stænder mødtes og tog deres beslutninger hver for sig. For at en beslutning skulle anses for vedtaget, skulle i hvert fald tre stænder give deres tilslutning. Adelen var repræsenteret af overhovederne for Finlands adelige familier. Monarken kunne ved at adle familier få indflydelse på sammensætningen af adelstanden. Til præstestanden hørte biskopperne og repræsentanter, som var valgt af de evangeliske sognepræster, fra 1869 også repræsentanter fra skolevæsen og universitet. Byborgerne valgte deres repræsentanter ud fra en stemmeret, som var bestemt af indtægt og formue. Fjerdestanden, det vil sige bønderne, fik stemmeret i den grad, de havde landejendom. Ordningen indebar, at kun henved 30% af befolkningen var repræsenteret i Riksdagen omkring 1890.
Allerede da riksdagsinstitutionen blev genoplivet i 1860-erne, blev det stænderbaserede repræsentationssystem opfattet som forældet og en reform diskuteret. Et konkret forslag under Riksdagen i 1885 om at udvide antallet af stemmeberettigede faldt på grund af modstand fra adelen og konservative borgere, som frygtede, at repræsentanter for det finsksprogede flertal ville få repræsentationmæssigt flertal. Således blev stemmeretsspørgsmålet flere gange udsat helt til, at århundredeskiftets fremvoksende arbejderbevægelse stillede krav om en almindelig stemmeret for alle.

#### Revolutionær uro fører til parlamentsreform
De første arbejderforeninger blev stiftede i 1870- og 1880-erne, først organiserede typografer og jernbanearbejdere sig, senere også håndværkere og industriarbejdere. Ud over i 1890-erne samarbejdede disse stadig tættere, og i 1899 blev Finlands arbetarparti stiftet. Det skiftede til Finlands Socialdemokratiska Parti (SDP; Suomen Sosialidemokraattinen Puolue) allerede under partikongressen i Forssa 1903. Partiets centrale krav var almindelig stemmeret, og da Riksdagen i april 1905 tog stemmeretsspørgsmålet op til fornyet behandling, samlede der sig omtrent 3.000 demonstranter, hovedsageligt arbejdere, på Senatstorget. Reformen blev afvist også denne gang.
I kølvandet på den russiske revolution i 1905 besluttede arbejderne den 29. oktober 1905 at gå i storstrejke. Den fik snart tilslutning fra enkelte studenterkredse, og på grund af den ulmende konstitutionelle krise var også konservative grupper velvilligt indstillet, så strejken fik næsten fuld opslutning. Takket være ledende liberale politikere som Leo Mechelin udfærdigede zar Nikolaj 2. til sidst et manifest, som blandt andet lovede en ny riksdagsordning og almindelig stemmeret.
Mod slutningen af 1905 blev den sidste firestænderforsamling valgt, og den tog sin afsked den 29. maj 1906. Finlands nye parlament bestod af et kammer med 200 medlemmer, som var valgt ved almindelig stemmeret. Alle finske borgere, som var fyldt 24 år, kunne stemme, og finske kvinder havde som de første kvinder i Europa fået stemmeret. Mandatfordelingen i parlamentet blev bestemt ved D'Hondts metode for forholdstalsvalg. Til forskel fra den gamle rigsdag sad det nye parlament sammen hele tiden og blev valgt hvert tredje år.
Den nye rigsdagsordning gav det finske parlament den form, det i alt det væsentlige har beholdt siden. Magtforholdet mellem monarken og rigsdagen blev derimod uændret: love kunne ikke ratificeres, uden at zaren godkendte dem, og senatet sad uafhængigt af, om det havde parlamentets tillid eller ej. Heller ikke zarens muligheder for at udfærdige forordninger blev der rokket ved; i disse spørgsmål stod forfatningen fra 1772 og 1789 fortsat ved magt.

### Administrativ inddeling
De finske len blev videreført og tilpassede det russiske guvernementsystem. En guvernør ansvarlig over for generalguvernøren ledede lensforvaltningen. Nogle len kom til, andre fik et nyt navn i en reform i 1831, men ellers forblev de uforandrede længe efter uafhængigheden – mange helt til 1997. Fra 1831 var Storfyrstendømmet Finlands len som følger:
- Tavastehus län, hovedstad Tavastehus
- Kuopio län, hovedstad Kuopio
- Sankt Michels län, hovedstad Sankt Michel
- Uleåborgs län, hovedstad Uleåborg
- Åbo og Björneborgs len, hovedstad Åbo
- Nylands län, hovedstad Helsingfors
- Vasa län, hovedstad Vasa
- Viborgs län, hovedstad Viborg

#### Kommunalforvaltning
Også kommunalforvaltningen var en arv fra svensketiden og blev videreført næsten uændret i storfyrstendømmet. I landkommunerne var kommunfullmäktigen det øverste organ, men det trådte sjældent sammen. De fleste beslutninger blev derimod taget af kyrkoråden som fungerede som en form for kommunestyre; den politiske kommunalforvaltning blev ikke udskilt fra kirkeforvaltningen. Ved siden af at varetage lokalsamfundets infrastruktur var især fattigvæsenet en kommunal opgave. Retsplejen blev varetaget lokalt af bønder, som udgjorde lægmandsjuryer.
Kommunal- og kirkeforvaltning adskiltes i 1865 og politiske kommuner blev indført som verdslige selvstyreorganer. Forvaltningens grundstruktur forblev ellers i det væsentlige uforandret. Byforvaltningen blev varetaget af borgervalgte magistrater, som tillige fungerede som domstole. Fra 1873 blev der i byer med mere end 2.000 indbyggere indført valgte byråd, og magistratsembedet blev omdannet til et statsligt lokalforvaltningsembede underlagt regionförvaltningsverken, det vil sige som amtmandembedet i Danmark.
Fælles for land- og bykommuner var, at ejendomsløse indbyggere ikke havde indflydelse på beslutningsprocesserne. Stemmeretten afhang af størrelsen på skatten og var desuden gradueret. Denne selektive stemmeret gjaldt til Finlands uafhængighed og blev heller ikke da væsentlig reformeret, da den ved begyndelsen af 1900-tallet var en hovedkilde til de politiske spændinger.

## Politiske strømninger og partier
Mellem 1809 og 1917 gik det politiske liv i Finland gennem tre hovedperioder. Under den første periode, som varede frem til 1863, blev rigsdagen ikke indkaldt, og bortset fra i akademiske kredse ved universitetet foregik der stort set ingen politisk aktivitet. Stænderforsamlingens tid frem til 1906 prægedes af begyndende politiske bevægelser og særlig af modsætninger, som sprogstriden førte til. Efter indførelsen af almindelig stemmeret dannede der sig moderne politiske partier med socialdemokraterne som det med tiden største.

### 1809 til 1863
Eftersom den finske rigsdag ikke blev indkaldt mellem 1809 og 1863, fandtes der ikke noget politisk liv i egentlig forstand i denne periode. Regeringen, det vil sige zaren og senatet, koncentrerede sig om forvaltningen. Nødvendige forskrifter blev iværksat ved dekret, større lovgivende tiltag, som krævede behandling af rigsdagen, blev helt udeladt. Embedsværket blev målbevidst udviklet, især ved at centralisere uddannelsen til universitetet.
Finlands eneste universitet lå i Åbo frem til 1828, men efter en storbrand i byen blev institutionen flyttet til Helsingfors og udviklede sig der til periodens vigtige politiske forum. Adolf Ivar Arwidsson var en af pionererne inden for finsk politik. Fra 1820 stod han hårdt på krav om, at der blev opbygget en finsk statsidentitet og givet større frihed til borgerne, og han måtte i 1823 betale for det med sin stilling som docent. Arwidsson emigrerede til Stockholm, hvor der i tidens løb samlede sig en række finske emigranter, de fleste yderst skeptiske over for Rusland.
Blandt de, som var påvirkede af Arwidsson, var Johan Vilhelm Snellman, som fra 1840'erne blev en forløber og inspirator for den såkaldte fennomanibevægelse. For fennomanerne var udvikling af Finlands eget sprog og kultur centrale anliggender således, at det finske folk kunne finde sin egen plads sammen med andre folk. Til forskel fra Arwidsson havde Snellmans virksomhed ikke brod mod Rusland; han stræbte i stedet efter at bevare finsk selvbestemmelsesret inden for rammerne af zardømmet. For at opnå dette arbejdede de aktivt for folkeoplysning og udvikling af finsk til et kultursprog.
Da zar Alexander 2. udnævnte den baltiske tysker F. W. R. Berg, fik Finland for første gang en generalguvernør, som foragtede finner og alt finsk. Allerede i 1858 afsatte han senatets viceleder og mangeårige finansminister Lars Gabriel von Haartman. Men også Berg endte ret hurtigt med at føre en politik, som i praksis var pro-finsk som bolværk mod svensk påvirkning. Dette var under pan-skandinavismens guldalder, og Berg forstod snart, at fennomanerne var de bedste garanter for fortsat russisk herredømme.
I 1858 blev finsk administrationssprog i alle kommuner, som havde finsk majoritet, og to år senere blev Snellman først udnævnt til professor i filosofi og i 1863 udpeget som finsk finansminister. Han fik samme år gennembrud for sprogreformen, som i 1863 gjorde finsk til statsligt administrationssprog og videreførte vigtige økonomiske reformer. Enkelte af reformerne krævede lovændringer, og dette blev anledningen til at sammenkalde rigsdagen for første gang i mere end 50 år.

### 1863 til 1906
Zaren tøvede først med at indkalde rigsdagen, fordi polske og russiske liberale samtidig krævede tilsvarende demokratiseringer. Men efter finsk pres genopstod rigsdagen i september 1863, og derved fik politikken indpas i det almindelige samfundsliv. I perioden 1863–1898 signerede zaren ikke en eneste lov, som ikke fik flertal i den finske rigsdag, og Riksdagsloven af 1869 definerede grænserne for zarens magt i Finland.
Den nye lederskikkelse, Yrjö Koskinen, skabte i 1860'erne Fennomanibevægelsen om til en politisk bevægelse, som snart fik navnet Finska partiet. Grundlaget lå hos akademikere med fennomanske sympatier og store dele af den finsksprogede befolkning. De arbejdede for, at finsk skulle blive officielt embedssprog, for gennemførelse af økonomiske og sociale reformer, men også for ubetinget loyalitet over for den russiske monark. I stænderforsamlingen var det finske parti dominerende blandt bonde- og præstestanden, mens de fleste af adel og borgerskab var tilhængere af det svenske parti. En række forsøg på at udvide stemmeretten faldt på det svenske partis bekymringer for, at den rådende magtbalance ville blive afgørende ændret, hvis den finsksprogede bybefolkning fik stemmeret.
I 1870'erne dannede der sig en modreaktion mod de politiske fennomaner, svekomanene forsvarede det svenske sprogs stilling. Desuden tenderede de under deres leder Axel Olof Freudenthal mod konservatisme, og enkelte lod sig lede af reaktionær raceteori inspireret af Sohlman. Blandt andet påvirkede af det forrige århundredes skandinavisme indtog tilhængerne en distanceret og til dels fjendtlig holdning over for Rusland, men også over for fennomanerne. Skandinavismen fik en vigtig og afklarende rolle i finsk åndsliv.
Tanken om et samlet Norden stod stærkt i dele af Sverige, herunder hoffet, og under Krimkrigen foreslog Storbritannien, at svenskerne skulle udnytte krigssituationen til at generobre Finland. Dette blev afvist, fordi en finsk provins vanskelig lod sig balancere mod den statsretslige norske suverænitet i personalunionen – finnerne måtte nødvendigvis blive skuffede, hvis de fik lavere status end Norge. Særlig Snellman forstod, at nordisk samling ville gøre Finland underdanig og trolig følges af hårdhændet anti-finsk sprogpolitik. Overbevist om, at finsk sprog og kultur havde bedre kår under zar-Rusland end under et mere nærværende, svensk styre, udviklede han og de fleste andre finner en direkte fjendtlig holdning til skandinavismen.
De liberalistiske strømninger i Finland skriver sig tilbage til 1848-revolutionen i Europa. På Kontinentet tog de liberale til orde mod det autokratiske imperie-Europa, som havde knuget og undertrykt små nationer efter 1815. De finske liberale var derimod ikke udprægede nationalt indstillede. Mens fennomanerne mente, at Finland bestod af et folk og derfor ønskede et sprog, og svekomannerne mente, at Finland bestod af to folk, indtog de liberale en mellemstilling med tanken om, at Finland bestod af et folk med to sprog.
Deres hovedfjender var ekstreme pan-skandinavister, som mente, at finnerne var underlegne "asiatere", og at svenskerne var et arisk herrefolk, som burde lede et samlet Norden. Liberale tilhørte ofte de svensksprogede eliter, men fungerede som en forsonende kraft i sprogspørgsmålet og koncentrerede sig mest om økonomiske og statsretslige spørgsmål. De ønskede bredere stemmeret og pressefrihed uden censur. Disse krav blev afvist, men de liberale satte et varigt stempel på en række sociale og økonomiske reformer i 1860'erne så som retten til at anlægge bygdeskoler med statsstøtte fra 1865. Handelsforholdet mellem Finland og Rusland begyndte at minde om frihandel. I 1869 gav Kirkeloven svagere statslig styring med kirken og introducerede menighedsråd, som fik en rolle i sognets styre og forvaltning.
Mens fennomanerne, svekomanerne og pan-skandinavisterne var politiske strømninger uden faste partiorganisationer, blev Det liberale parti Finlands første politiske parti i moderne forstand i 1880 under ledelse af Leo Mechelin. De finske liberale var mest influerede af britiske meningsfæller og udviklede en realistisk og jordnær tilbageholdenhed, som forhindrede revolutionære udbrud. Men de var samtidig langt forud for deres tid og fik aldrig stor opslutning. Partiet blev derimod med tiden opsplittet, da fronterne i sprogstriden blev mere uforsonlige, og det forsvandt omkring 1885. Partiets avis Helsingfors Dagblad blev indstillet i 1889, og de fleste liberale sluttede sig til svekomannerne. Dette medførte, at det svenske parti fik et modererende element og kom til at stå langt fremme i kampen for konstitutionelt demokrati. Mechelin blev dermed omkring århundredeskiftet en af de centrale forkæmpere for de konstitutionelt sindede.
I den nye rigsdag fremvoksede tre klare "partier" med tydelige standpunkter og ledere:
| Rigsdagsgrupper 1863-85 | Sprogstandpunkt   | Andre standpunkter                             | Ledere                                                                                 |
| ----------------------- | ----------------- | ---------------------------------------------- | -------------------------------------------------------------------------------------- |
| Fennomanerne            | Et folk, et sprog | Finsk sprog i administration, skole, retsvæsen | Johan Vilhelm Snellman, Yrjö Koskinen (G. Z. Forsman), Agathon Meurman                 |
| Svekomanerne            | To folk, to sprog | Egne svenske skoler. Svensk sprog i retsvæsen. | Carl Gustaf Estlander, Viktor Magnus von Born, Rabbe Axel Wrede, Axel Olof Freudenthal |
| De liberale             | Et folk, to sprog | Bred stemmeret, pressefrihed, skole for alle   | Leo Mechelin                                                                           |

Alexander 3. havde helt fra begyndelsen af sin regeringstid for vane at tage hensyn til samfundsmæssige forhold, når han beklædte senatet med politiske ledere. Under hans styre blev fennomanerne en slags regeringsparti frem til 1905. Særlig under generalguvernør Fjodor Logginovitsj Heiden i 1881–1897 blev fennomanerne favoriserede. Radikale fennomaner rettede kritik mod Yrjö Koskinens loyalitetslinje og det, kritikerne betegnede som en alt for konservativ socialpolitik. Samtidig blev finsksprogede liberale partiløse efter, at det liberale parti blev sprængt i 1885.
Da Helsingfors Dagblad gik ind i 1889, startede finsksprogede liberale straks avisen Päivälehti (oversat: Dagbladet). Finsksprogede liberale bevirkede en regelret splittelse af det fennomanske parti, i de konservative Gammelfinnerna og de yngre og mere liberale Ungfinnerna. I 1894 dannede sidstnævnte gruppe et formelt parti – Ungfinska partiet. Trods partisplittelserne blev partierne samtidig vigtigere, allerede i 1882 sad tre partiledere i Senatet, og grupperingerne optrådte stadig mere som moderne, politiske parlamentariske partigrupper.

### 1906 til 1917
Etkammerparlamentet og stemmeret til de brede folkemasser krævede, at der blev dannet moderne, strukturerede politiske partier. Socialdemokraterna blev stiftet i 1899 og var allerede i 1905 organiseret i den grad, at partiet kunne spille en central rolle under årets revolutionære hændelser, og at drive en effektiv valgkamp. I 1904 blev det gammelfinske parti restruktureret og fik en formel partiledelse og regionale afdelinger. Ungfinnerne gjorde det samme året efter. Et helt nyt parti var Agrarförbundet, som blev dannet i 1906 og først og fremmest repræsenterede de finsksprogede bønder. Den dominerende personlighed var Santeri Alkio, som havde skiftet over fra ungfinnerne.
Det svenske parti stod over for en drastisk reduktion af sin indflydelse. Tidligere sikrede valgsystemet, at den svensksprogede elite dominerede i to stænder, men nu var det at forvente, at de ville komme i mindretal i det nye parlament. Derfor foretog den svenske lejr en nyorientering, og i maj 1906 blev Svenska Folkpartiet stiftet. Målgruppen var ikke blot de gamle eliter, men svensksprogede finner i alle samfundslag.
Det første valg til nyt parlament i marts 1907 gav Socialdemokraterne 80 af 200 mandater, et resultat som kom overraskende på samtidige kommentatorer. Gammelfinnerne fik 59 og Centern 9 pladser. De konstitutionelt indstillede partier var meget skuffede: ungfinnerne erobrede 26 mandater, Svenska Folkpartiet 24. De følgende år opløste zaren parlamentet flere ganger efter kort tid, da parlamentet stadig gik i mod den russiske regering. Under 1. verdenskrig kom ikke parlamentet sammen, selv om der blev afholdt valg i 1916.
Socialdemokraterna var i denne tid splittede af uenighed. Mens partiet i 1909–1911 og 1913–1917 blev ledet af den moderate Matti Paasivuori, som søgte samarbejde med de borgerlige, arbejdede ledelsen i 1906–1909 og 1911–1913, Edvard Valpas-Hänninen og Otto Ville Kuusinen, for en revolutionær klassekamplinje. Alligevel voksede Socialdemokraternes tilslutning ved hvert valg. I 1916 fik de med et stemmetal på 47,29% et absolut flertal på 103 pladser. Centern var også i fremgang og fik 16 mandater i 1916. Til gengæld svandt tilslutningen til Det finske partiet drastisk, og de fik i 1916 blot 33 mandater.

## Selvstyre og forfatningstrid
Grundlaget for Finlands autonomi blev aldrig lovfæstet under storfyrstendømmets tid. Synet på autonomien hang stort set på fortolkninger af det, som skete i 1808 og 1809. I 1880'erne kom den finske opfattelse af en konstitutionel autonomi mere og mere i konflikt med en tiltagende russisk nationalisme. Den russiske regerings anstrengelser for at knytte Finland nærmere til det russiske imperium førte omkring århundredeskiftet til en bitter modstand fra finsk side.

### Finlands forfatningsret
Borgå lantdag førte til, at Finland fik en vidtgående autonomi, og landets retssystem var stort set uafhængigt af det russiske retsvæsen. Den eksakte statsretslige stilling for det nye storfyrstendømme forblev uafklaret og åben. Aleksander erklærede i sin afslutningstale i Borgå, at Finland nu var hævet op i nationernes kreds, og denne erklæring blev på finsk side, både under storfyrstedømmet og senere, tolket således, at Finland var blevet en selvstændig stat i 1809 og alene knyttet til Rusland gennem en fælles hersker.
Denne opfattelse blev bestridt af Rusland, frem for alt under storfyrstendømmets sidste fase. Også senere finske forskere går ud fra, at storfyrstendømmets status aldrig blev entydigt defineret, men i det mindste forblev uafklaret. Alexanders udtalelse om Finlands nye plads som nation var åbenbart fremsat med tanke på at markere en forskel i forhold til den uselvstændige position, som Finland havde haft som en integreret del af det svenske rige. Selv om zaren lovede at opretholde grundloven, var selve forfatningsideen næppe skarpt afgrænset, hverken i samtidens Sverige og især ikke i Rusland, så at hvad zarens løfte egentlig indebar stort set forbliver ubesvaret.
I akademiske kredse så man det snart således, at Finlands forfatning var baseret på den gustavianske forfatning af 1772 og 1789. Fra 1817 var en aflagt embedseksamen ved landets eneste universitet en forudsætning for at få et offentlig embede, så institutionen prægede i høj grad opbygningen af den nye forvaltning og udformede den på grundlag af den svenske forfatningstradition.
Dekanus J. J. Nordström ved det juridiske fakultet i Helsingfors indprentede i en hel generation af embedsmænd, at Finland havde en særlig status og konstitutionelle rettigheder på vegne af det finske folk, dog uden at konkludere for øget uafhængighed. De russiske herskere undgik at konkretisere Finlands status indtil Alexander 2. i rikdagsordningen, som blev udstedt i 1869 for første gang udtrykkelig refererede til forfatningsdokumenterne fra 1772 og 1789 som grundlaget for den russiske monarks rettigheder i Finland.
Den russiske offentlighed betragtede Finlands særstilling med skepsis. En samtidig observatør, sandsynligvis præget af den mangeårige ministerstatssekreterare för Finland, Aleksandr Armfelt, beskrev Finlands forfatningsretslige stilling med følgende ord:
"Finlands forfatning er som en gift mands udenomægteskabelige forhold, alle ved om det, alle godtager det, og jo mindre det snakkes om det, desto lykkeligere lever parterne med hverandre.»

### Debat om den finske forfatning
Finland havde manøvreret og styrket sin kulturelle, økonomiske og politiske autonomi under zar Alexander 2.. Efter det fjerde og vellykkede attentat på zaren i marts 1881, voksede den nationalistiske fraktion i Rusland sig stadig stærkere. Ministre blev byttet ud og erstattede med adelsmænd, som støttede det slavofile eller panslavistiske program om at russificere folkene i rigets randområder. I en anspændt international situation gik russisk presse fra 1883 til stadig mere heftige angreb på den finske særstatus. Zar Alexander 3. var ikke uvenlig indstillet over for Finland, men befandt sig under hårdt pres fra nationalistiske ministre. Samtidig førte især den liberale avis Helsingfors Dagblad til uro ved at udvikle en tese om, at Finland burde erklære sig neutralt i tilfælde af krig. Avisen betonede, at Finland og Rusland var ret uens stater, som kun havde monarken til fælles.
Året efter, i 1886, publicerede den liberale politiker Leo Mechelin en afhandling på flere sprog om Finlands forfatning, som blev udsat for heftige polemiske angreb i russisk presse. Krig havde raset på Balkan, med sviende russiske nederlag. Den russiske statsretskyndige Kesar Ordin udgav Mechelins værk med stærkt kritiske anmærkninger, og i 1888 og 1889 publicerede han to egne værker, hvori han benægtede, at Finland var en egen stat og karakteriserede landet som en erobret provins. Bogen Underkastelsen av Finland fra 1889 fremstillede Finland som en erobret, forhenværende svensk provins, som zaren kunne fratage al særstatus, hvis han ville. Bogen blev kraftigt imødegået af Michelin og den fennomaniske historiker Johan Richard Danielson-Kalmari i bogen Finlands forening med det Russiske Keiserriket.
Selv om det offentlige tryk voksede, var Alexander 3. først ret uvillig til at ændre faderens finlandspolitik, men det lå i tiden, at et af rigsregeringens mål var at bidrage til enhed i praktiske anliggender. I 1890 gik der symbolpolitik i spørgsmålet om et fælles postvæsen, som det finske senat af forfatningsretslige grunder vægrede sig imod. Zaren skar igennem og udstedte den 12. juni 1890 en postforordning, som nedlagde det selvstændige finske postvæsen. Året efter forkyndte zaren, at Finlands position åbenbart blev misforstået, og at forskellene mellem Finland og Det russiske riges love krævede, at der blev foretaget tiltag for at styrke Finlands tilknytning til riget. Generalguvernør Heiden fik nedsat et udvalg, som i praksis foreslog at kneble den finske rigsdag og lægge den lovgivende magt i zarens hænder. Langt farligere var forslaget om en told- og valutaunion, som kunne have ødelagt finnernes eksportvækst til Vesten. Her fandt derimod russiske forretningsmænd ud af, at en sådan union ville udsætte dem for stærk konkurrence fra en mere udviklet finsk industri, og forslaget faldt.

### Bobrikovs russificering under Nikolaj 2.
Efter, at Nikolaj 2. havde besteget tronen i 1894, forstærkede det officielle Rusland forsøgene på at harmonisere forvaltningen. I baggrunden truede krigsfare udefra og revolutionære bevægelser indefra, og fuldt så meget som tidens storrussiske ideologi førte dette til et ønske om at opstramme rigsforvaltningen. På opdrag af zaren udarbejdede infanterigeneralen Nikolaj Bobrikov i 1898 en hemmelig plan om at knytte Finland nærmere til Ruslands forvaltning. Den 29. august samme år blev Bobrikov udnævnt til Finlands generalguvernør – til forskel fra forgængerne ikke på forslag fra Finlands ministerstatssekretær, men fra krigsministeren.
Den 15. februar 1899 skrev zaren under på det såkaldte "februarmanifest", som fratog lantdagen dens lovgivende magt: finske love, som blev anset for at have betydning for hele det russiske riges interesser, skulle herefter udstedes af zaren og det russiske rigsråd. Den finske offentlighed samlede sig til en massiv politisk modstand mod det, de opfattede som en begyndende afvikling af finsk autonomi. I løbet af ti dage efter, at manifestet var bekendtgjort, blev der indsamlet 520.000 protestunderskrifter, men zaren tog ikke mod delegationen, som skulle overrække petitionen med underskrifterne.
Forsøget på at finde en rigtig strategi for at forsvare autonomien splittede det finske politiske landskab. Svekomanerne og det ungfinske parti støttede et strengt konstitutionelt standpunkt og afviste enhver eftergivenhed over for zaren. Angrebene på autonomien, mente de, skulle mødes med passiv modstand og forfatningen forsvares med en fast holdning. Det finske parti var mere eftergivende og forsøgte at holde de russiske bestræbelser i skak ved at bekræfte den finske loyalitet.
En ny værnepligtslov trådte i kraft den 12. juli 1901, men trods presse- og brevcensur, afskedigelser af embedsmænd, deportationer, indskrænkninger i forsamlingsretten og udvidede fuldmagter for det hemmelige politi, formåede Bobrikov ikke at bryde hverken den passive eller den åbne modstand. Undertrykkelsen førte til en radikalisering af mange, som tidligere havde været konstitutionelt orienterede, disse tog nu passiv modstand i brug som våben. I slutningen af året 1903 blev der grundlagt et aktivistisk modstandsparti, som senere satte paroler om Finlands uafhængighed på sine faner. Uafhængig af partitilhørsforhold tog også mange i akademiske kredse til det skridt at ty til aktivisme.
Generalguvernør Bobrikov kunne måske have overvundet modstanden, da den russisk-japanske krig brød ud i 1904. Den 16. juni 1904 trængte Eugen Schauman ind i senatshuset og skød Bobrikov og sig selv. Schaumann døde umiddelbart, Bobrikov dagen efter. Som følge af, at Rusland var svækket efter det uventede nederlag mod Japan, de revolutionære hændelser og generalstrejken samme år, blev februarmanifestet og de love, som var udstedte på grundlag af manifestet, afskaffede den 4. november 1905. Således endte en periode, som i Finland bliver betegnet som den første undertrykkelsesperiode.

### Stolypin og den anden russificeringsperiode
Snart var de konservative kræfter i Rusland i færd med at få overtaget igen, og Finlands såkaldte anden undertrykkelsesperiode startede. Den nye ministerpræsident Pjotr Stolypin ledede et beslutsomt udført program, som på den ene side skulle nedslå de revolutionære grupper, på den andre side gennemføre dybtgående økonomiske reformer. Finlands autonomi stod i vejen for en effektivisering af den russiske regering og var en torn i øjet på Stolypin. På hans initiativ skrev Nikolaj 2. i 1908 under på, at forskrifterne fra Februarmanifestet igen skulle iværksættes. I 1910 vedtog dumaen en lov, som indebar, at Finland måtte sende repræsentanter til det russiske rigsparlament.
Det finske parlament stillede sig konsekvent mod russificeringsbestræbelserne. Ungfinnen Pehr Evind Svinhufvud, som var præsident i parlamentet fra 1912, blev en lederfigur for den konstitutionelle modstand. I 1914 blev han deporteret til Sibirien. Også det finske parti under sin nye leder Johan Richard Danielson-Kalmari havde i mellemtiden sluttet sig til den konstitutionalistiske front. Parlamentet blev stadig opløst og valgt på ny uden, at mandatfordelingerne blev afgørende ændret. Efter at også senatorerne sluttede sig til protesten, blev der indsat et russisk senat under ledelse af Vladimir Markov. Den andre russificeringsperiode varede indtil1. verdenskrig brød ud, og under krigen lå finsk politik stort set nede.

### Storfyrstendømmet opløses
Som en følge af Februarrevolutionen abdicerede zar Nikolaj 2. den 15. marts 1917, og de modstridende fortolkninger af den finske forfatning stødte en sidste gang sammen. Den 20. marts ophævede Ruslands provisoriske regering de begrænsninger i Finlands ret til autonomi, som Nikolaj 2. havde indført, og med det endte "den andre undertrykkelsesperiode". I henhold til finsk opfattelse var Finland i personalunion med Rusland, det vil sige kun knyttet til Rusland ved en fælles monark, og forbindelsen mellem de to lande var nu brudt efter dennes tilbagetræden, mens den provisoriske russiske regering var af den opfattelse, at det var dem, som havde overtaget zarens autoritet.
Sagen bidrog til en alvorlig splittelse i Finland, som i januar 1918 kulminerede i den finske borgerkrig. Oktoberrevolutionen satte fart i processen, som førte til Finlands løsrivelse, og den 6. december 1917 erklærede det finske parlament landet for uafhængigt. Ruslands nye bolsjevikregering anerkendte Finland den 4. januar 1918. Den sidste rest af det opløste storfyrstendømme blev afviklet, da ministerstatsekretæren for finske anliggender, Carl Enckell, blev afsat 28. juni 1918 og embedet nedlagt.

## Militæret og krigsdeltagelse
Med undtagelse af ødelæggelserne under Krimkrigen var Finland stort set forskånet fra umiddelbare krigshandlinger under storfyrstendømmets tid. Forsvaret af Finland tog russiske hærenheder sig af. Den finske hær blev aldrig organisatorisk indlemmet i den kejserlige russiske hær og blev flere gange omorganiseret. Uden for Finland vandt den finska garden respekt ved sin indsats i russiske krige. Striden vedrørende almindelig værnepligt førte til, at de finske styrker blev fuldstændigt nedlagte i 1905.

### Reorganisering af styrkerne og Krimkrigen
Det gamle svenske naturalhusholdningsbaserede værnepligtsystem (indelningsverket) blev opløst i 1810. Fra da af måtte de roder, som før var forpligtede til at forsørge en soldat, betale et bestemt kontantbeløb om året. De indkomne midler blev i 1812 brugt til at oprette seks bataljoner med lejesoldater, som havde som sin fornemmeste opgave at forsvare Finland. I 1818 blev der oprettet en bataljon, som under navnet "Livgardens finske skarpskyttere" blev indlemmet som en enhed i den kejserlige garde i 1829. Enheden, som var inddelt i fem kompagnier med hver 100 mand, deltog, da den polske novemberopstand blev slået ned i 1831. Med undtagelse af den finske garde blev lejesoldatafdelingerne opløste i 1830. Samme år blev der oprettet 8 kompagnier med landbaserede marineenheder. alligevel lå hovedansvaret for Finlands forsvar på omtrent 12.000 russiske infanterienheder stationerede i Finland.
De finske kystområder blev krigsskueplads under Krimkrigen. Efter, at vestmagterne var gået ind i krigen, sejlede en britisk flåde i marts 1854 ind i Østersøen med ordre om at kapre alle skibe under russisk kommando og alle skibe, som befandt sig på russisk område. Finland tabte dermed næsten hele sin handelsflåde. Det finske forsvar blev i 1854 forstærket med 10.711 nye rekrutter ved på ny at tage det gamle indelningsverket i brug igen, og de russiske landtropper blev i løbet af krigen forstærkede med omkring 70.000 mand.
I foråret 1854 angreb den britiske flåde flere steder langs kysten og anrettede store skader. Den 7. juni forsøgte den at gå i land i Karleby, men lokalbefolkningen greb til våben og slog forsøget tilbage. Den 8. august gik franske tropper i land på Åland og efter 8 dages belejring og bombardement kapitulerede besætningen på Bomarsunds festning. Fæstningen blev fuldstændig ødelagt, og efter krigen blev Åland demilitariseret.
Sommeren 1855 indfandt britiske og franske styrker sig igen langs den finske kyst. I juni ødelagde de Fort Slava uden for Kotka, i juli Svartholm festning ved Loviisa. I det sidstnævnte angreb brændte også store dele af byen. Flere andre kystbyer blev bombarderede. Fra 9. august beskød angriberne fæstningen Sveaborg uden for Helsingfors uden at formå at indtage den, men anlæggene blev svært skadede. Selve byen kom uskadt fra angrebet. Dette var de sidste krigshandlinger på finsk jord under Krimkrigen.

### Værnepligtsspørgsmålet og opløsning af styrkerne
Efter Krimkrigen blev de finske styrker delvis demobiliserede. Tropperne, som var rekrutterede efter det gamle indelingssystemet, havde vist sig ineffektive og blev helt opløste i 1867. Både i Finland og Rusland blev det fra begyndelsen af 1860-erne diskuteret, om de skulle erstattes med en værnepligtshær. Den offentlige mening i Rusland var, at de fordele, Finland havde fået i forsvarssager, burde fjernes. Fennomanerne støttede tanken om en værnepligtshær – som de naturlig nok forventede blev finsksproget. Også de liberale afviste tanken om en egen soldatklasse og arbejdede for en almindelig værnepligt. For russerne gav selve værnepligtens demokratiske natur ophav til betænkninger.
En tilspidset international situation før den russisk-tyrkiske krig (1877-1878) førte til, at der i 1878 blev vedtaget en værnepligtslov, men den gjaldt til at begynde med ikke Finland. Først efter, at krigen var brudt ud, vedtog den finske rigsdag værnepligt for Finland, den blev vedtaget i 1878 og trådte i kraft i 1881. Der blev uddannet 8 nye skarpskyttebataljoner. Den finske garde, som udmærkede sig under den tyrkiske krig, blev gradvis erstattet med værnepligtige. Marineenhederne blev opløste. De finske stridskræfter blev holdt adskilte fra de russiske og var kun tiltænkt indsats i Finland, hvilket udløste heftig kritik i Rusland.
Under den første russificeringsperiode forsøgte den russiske regering at indlemme det finske forsvar i zarrigets forsvar. Da rigsdagen i 1899 ikke afgjorde sagen på en måde, som rigsregeringen bifaldt, undertegnede Nikolaj 2. i 1901 en ny værnepligtslov, som indebar at de finske værnepligtige skulle indgå i det russiske riges hær. Med undtagelse af den finske garde blev alle de finske enheder opløste. De finske konstitutionalister så dette som en fornærmelse mod Finlands forfatningsmæssige ret og organiserede passiv modstand. Der blev oprettet en hemmelig organisation, Kagalen, som førte en effektiv propaganda for at folk ikke skulle lade sig indkalde, og en mængde præster vægrede sig mod at oplæse værnepligtsloven i kirkerne – som var den sædvanlige måde at bekendtgøre love på for befolkningen. Størstedelen af de værnepligtige undgik at lade sig indrullere, og den 18. april 1902, dagen for indkaldelsen, kom det til voldsomme demonstrationer i Helsingfors. Også de to næste år skete indkaldelser. Disse mødte mindre modstand, men den, som var, fik stor symbolværdi.
Som en konsekvens af værnepligtstrejkerne blev zaren og det finske senat i 1905 enige om, at værnepligtslovene foreløbig ikke skulle iværksættes. I stedet betalte Finland et årligt kontantbidrag til rigets militæromkostninger. Den finske garde blev dimitteret samme år, og dermed fandtes der ingen finske styrker mere. Finske officerer – som eksempelvis oberst Carl Gustaf Mannerheim – var fra 1905 indrullerede direkte i russiske afdelinger. Således forblev situationen frem til storfyrstendømmets opløsning. Dette indebar, at der ikke deltog regulære finske soldater hverken under den russisk-japanske krig i 1904–1905 eller under 1. verdenskrig. Under 1. verdenskrig deltog derimod et betydelig antal finske frivillige på tysk side, hvor de fik militær skoling og kæmpede mod russerne, i den såkaldte Jägarrörelsen.

## Økonomi, næringsliv og sociale forhold
Gennem hele perioden som storfyrstendømme var Finland hovedsagelig et bondesamfund, selv om industrialiseringen skød fart i anden halvdel af 1800-tallet. Landressourcerne var forholdsvis jævnt fordelt på den finske landsbefolkning med stadig mindre gårdbrug, men befolkningsvæksten var høj med en voksende andel ejendomsløse. De sociale forhold på landet var anspændte med store sociale og politiske spændinger, og tilbageslag i jordbrugsproduktionen gav tidvis regelret hungersnød. I anden halvdel af 1800-tallet indtraf flere økonomiske kriser, og disse faldt sammen med den stærkeste befolkningsvækst, som Finland har oplevet. Dette lod sig kun delvis afhjælpe ved en udvandring til Amerika, som tillige kom sent i gang: fra Finland udvandrede blot henved 300.000 til USA, halvparten af niveauet i Norge og Sverige.
Industrialiseringen kom sent i gang, omkring 1860–1880, og var hovedsagelig drevet af træindustrien med dens store prissvingninger. På grund af det russiske styre var udenlandske investeringer næsten fraværende, industriens fremvækst skete stort set med indenlandsk kapital og gik relativt langsomt. Der imod var import af ekspertise og fagarbejdere ikke usædvanlig. Det særlige ved Finland var, at tjenestesektoren med skibsfart, jernbane og andre tjenester voksede parallelt med industrien fra omkring 1870, og tidvis tidligere og hurtigere end industrien. Dette var relativt særegent for Finland, og falder sammen med, at staten investerede i infrastruktur samtidigt, som økonomien var ganske lukket for udenlandske investeringer og handel.
Forudsætningen for den finske industris fremvækst var en betydelig økonomisk liberalisering fra omkring 1860 kombineret med udbygning af vandveje og jernbane, og egen valuta. Desuden havde Finland lave toldsatser til Rusland, hvortil meget af eksporten gik. Importtolden var i starten moderat, men den var sat på importvolumet snarere end importvarernes værdi, og da den globale handelsvækst fra 1870-erne gav lavere priser på verdensmarkedet, medførte det, at importtoldens andel af importværdien steg og sørgede for stadig stærkere beskyttelse af indenlandsk produktion. Dette gav finsk industriproduktion et noget lukket præg, hvor produktionen skete hovedsagelig for hjemmemarkedet og Rusland. Fra starten nød industrien godt af ret billig arbejdskraft fra et forråd af jordløse landarbejdere. Men eksportpriserne på hovedprodukterne fra træindustrien svingede meget, og væksten blev i større grad drevet af indenlandsk efterspørgsel end af eksport. Finland havde underskud på handelsbalancen i hele perioden, men dette blev delvist finansieret af den russiske hær, som konsumerede finske og russiske varer og tjenester i Finland.

### Økonomisk politik og udvikling
Fra 1840-tallet førte den finske regering en økonomisk politik, som virkede i pro-russisk retning. For baron Lars Gabriel von Haartman – som var både senatmedlem og finansminister i et par tiår – var målet at erstatte de svækkede økonomiske bånd til Sverige. Efter, at Rusland konverterede til sølvstandard, bestemte Haartman, at svenske penge skulle udgå af cirkulation, og den finske centralbank begyndte at trykke egne rubler. I 1856 fik han tilslutning til udgravning af Saimaa kanalen, som muliggjorde handel med Sankt Petersborg og en mere eksportrettet savværksvirksomhed i det østre Finland. Jernbaner var Haartman der imod modstander af, da spørgsmålet blev rejst i 1850-erne. Fra 1863 genopstod rigsdagen, og zarens magt over den økonomiske politik begrænsede sig til det udenrigspolitiske: han fastsatte tolden, mens rigsdagen fastsatte skatterne.
Det hersker bred enighed om, at Finlands industrielle revolution startede i perioden 1860-80, stimuleret af en række økonomisk-politiske reformer over et kort tidsrum. I 1857 blev et forbud mod dampsave i skovbruget fjernet, og allerede to år senere blev de første lav ophævede. Flere runder af anti-lav-lovgivning fulgte de næste tiår. I 1860 indførte Finland sin egen valuta, en proces, som tog fem år at gennemføre. Nyere forskning betoner dog i større grad, at Finlands økonomiske vækst startede i noget uens tempo i ulige brancher, og at den industrielle revolution i landet næppe var så pludselig, som den koncentrerede, politisk-økonomiske liberalisering kunne tyde på. Det er desuden klart, at den økonomiske nedgang i 1860-erne fortsatte helt til 1866, men der efter blev den afløst af en meget stærk og langvarig vækst. Den internationale "jernbanekrise" fra 1875 ramte landets produktion, men ramte antagelig ikke skatteindtægterne så hårdt.
Allerede fra 1840'erne fik Finland sin egen toldtarif uafhængig af Rusland og fik bevilget toldfrie kvoter og/eller toldlettelser på eksporten til Rusland. Finland reducerede eller fjernede importtolden på varer fra Rusland, og der blev indgået reviderede toldaftaler i 1859 og 1868. For vestlige lande opretholdt der imod Finland importtolden på industri- og færdigvarer for at beskytte egen produktion. Under opgangstiderne 1860-1890 lettede vestlige lande på sine toldsatser, hvilket gavnede finsk eksport. Samtidig faldt verdensmarkedspriserne, og efter som finsk importtold var sat på indførslens volumen snarere end dens værdi, medførte dette en stadig stærkere toldbeskyttelse af finsk produktion over for udenlandske varer.
Som et resultat udgjorde importtolden hele 57% af skatteindtægterne i 1913 og udgjorde 20-40% af prisen på mange varer (100% på tobak, 237% på sukker). Finlands økonomiske politik var altså på ingen måde liberalistisk. Fjernelsen af indenlandske privilegier og handelsforhindringer kom indtil 20 år senere end en tilsvarende liberalisering i fx Norge. Virkningen blev langsommere industrialisering men mildere udslag af globale kriser. Efter, at Rusland opbyggede sin egen metalindustri fra 1880-erne og papirindustri omkring århundredeskiftet, oplevede denne del af finsk industri et handelstilbageslag øst over, som blev forstærket af russiske toldsatsforøgelser fra 1885. Eksporten oplevede en nedgangstid, og vestlige markeder blev der efter gradvis vigtigere.
I 1860 kom 55% af skatteindtægterne fra direkte skatter, hvoraf landskat, formueskat og kopskat var vigtigst. Skattesystemet blev kraftigt ændret i løbet af århundredet ved, at landskatten blev sænket og formueskatten fjernet således, at de direkte skatter i 1913 kun stod for 6% af skatteindtægterne. I mellemtiden overtog importtold stillingen som vigtigste indtægtskilde og nåede 57% af skatteindtægterne i 1913. Herredskommunerne kunne længe indkræve skat i form af arbejdspligt, og helt frem til 1920 betalte enkelte bønder skat i naturalier, hvilket gjorde det vanskeligt at få overblik over skatteindkomsten.
Selve skatteindkrævningen var relativt moderne og dannede grundlag for økonomisk analyse og statistik. Økonomen K.E.F. Ignatius beregnede bruttonationalindkomsten i 1882 til 3,93 millioner finske mark, et anslag som har stået sig ret godt i senere studier. Følgende oversigt viser sammensætningen af BNP i Finland i 1882, efter Ignatius' anslag fra 1882 og en nyere studie lavet af Finlands centralbank i 1989:
| BNI efter sektor 1882, 1000 FIM | Ignatius' anslag 1882 | Hjerppe's anslag 1989 |
| ------------------------------- | --------------------- | --------------------- |
| Landbrug                        | 1.870                 | 1.777                 |
| Jordbrug                        | 1.060                 |                       |
| Husdyrhold                      | 810                   |                       |
| Skovbrug                        | 700                   | 610                   |
| Jagt og fiskeri                 | 60                    | 130                   |
| Industri og håndværk            | 800                   | 621                   |
| Handel og transport             | 500                   | 428                   |
|                                 |                       |                       |
| BNP, 1882                       | 3.930                 | 3.566                 |

Den mest interessante forskel er, at Ignatius trolig undervurderede landbrugets økonomiske omfang, fordi en del jordbrugsarbejder blev mangelfuldt beskattede eller beskattet i naturalier. Samtidig overdrev han trolig omfanget af industri, handel og transportvirksomhed i Finlands økonomi – den industrielle revolution var ikke kommet så langt, som analyser ud fra tilgængelige skatteindtægter antydede. Finland var fremdeles et landbrugssamfund, selv i sammenligning med andre lande i samtiden. Og mens industriens og handelens andel af BNI nærmede sig 30%, var deres andel af sysselsætningen mindre.
Den økonomiske vækst skød fart fra anden halvdel af 1860-årene, men blev omkring 1. verdenskrig og den russiske revolution afløst af krisetider med stærk inflation. Tabellen neden for gengiver udviklingen i bruttonationalprodukt og den årlige økonomiske vækst i Storfyrstendømmet Finland:
| År        | Befolkning | BNP 1000 FIM, løbende priser | Privat konsum, løbende priser | Eksport, løbende priser | Import, løbende priser | BNP landbrug, løbende priser | BNP industri, løbende priser | BNP tjenester, løbende priser | Vækst BNP/innb, faste priser = økonomisk vækst, % | Kommentar                        |
| --------- | ---------- | ---------------------------- | ----------------------------- | ----------------------- | ---------------------- | ---------------------------- | ---------------------------- | ----------------------------- | ------------------------------------------------- | -------------------------------- |
| 1820      | 1 177 500  |                              |                               |                         |                        |                              |                              |                               |                                                   |                                  |
| 1820-1860 | +0,98 %    |                              |                               |                         |                        |                              |                              |                               | + 0,4                                             | Svag industrivækst               |
| 1860      | 1 747 000  | 3 140                        | 2 308                         | 269                     | 380                    | 1 893                        | 232                          | 487                           | - 0,7                                             | Reformer                         |
| 1865      | 1 843 000  | 3 534                        | 2 715                         | 411                     | 651                    | 2 046                        | 297                          | 575                           | - 1,5                                             | Nedgang 1861-65                  |
| 1870      | 1 769 000  | 3 727                        | 2 898                         | 503                     | 680                    | 2 095                        | 310                          | 633                           | + 2,5                                             | Krise 1867-70                    |
| 1875      | 1 913 000  | 5 026                        | 4 394                         | 803                     | 1 455                  | 2 824                        | 532                          | 903                           | + 0,8                                             | Vækst 1870-75                    |
| 1880      | 2 061 000  | 4 725                        | 3 956                         | 1 129                   | 1 271                  | 2 543                        | 493                          | 800                           | - 1,1                                             | Krise 1876-82                    |
| 1885      | 2 209 000  | 4 966                        | 4 081                         | 896                     | 1 082                  | 2 569                        | 531                          | 899                           | + 1,2                                             | Vækst 1882-90                    |
| 1890      | 2 380 000  | 5 954                        | 4 906                         | 1 402                   | 937                    | 2 909                        | 786                          | 1 198                         | + 4,6                                             | Nedgang 1890-93                  |
| 1860-1890 | +1,03 %    |                              |                               |                         |                        |                              |                              |                               | + 1,2                                             | Industrivækst og kriser          |
| 1895      | 2 500 000  | 6 647                        | 4 962                         | 1 315                   | 1 500                  | 3 316                        | 837                          | 1 247                         | + 4,4                                             | Stærk vækst 1893-98              |
| 1900      | 2 656 000  | 9 704                        | 8 275                         | 1 915                   | 2 701                  | 4 439                        | 1 519                        | 2 111                         | + 3,9                                             | Uår 1899, krise 1900-03          |
| 1905      | 2 773 000  | 10 867                       | 8 719                         | 2 467                   | 2 682                  | 4 843                        | 1 769                        | 2 380                         | + 1,0                                             | Krig med Japan                   |
| 1910      | 2 943 000  | 13 315                       | 11 311                        | 2 881                   | 3 841                  | 5 412                        | 2 393                        | 2 999                         | + 1,2                                             | Vækstperiode                     |
| 1913      | 3 036 000  | 15 967                       | 13 459                        | 4 018                   | 5 954                  | 6 460                        | 2 852                        | 3 585                         | + 4,6                                             | Stærk vækst                      |
| 1890-1913 | +1,14 %    |                              |                               |                         |                        |                              |                              |                               | + 1,9                                             | Stærk industrivækst              |
| 1915      | 3 096 000  | 17 282                       | 16 379                        | 2 229                   | 5 784                  | 6 234                        | 3 493                        | 4 350                         | - 5,7                                             | Første verdenskrig               |
| 1920      | 3 148 000  | 136 660                      | 114 890                       | 28 960                  | 36 260                 | 60 430                       | 25 450                       | 30 650                        | + 10,5                                            | Stærk inflation                  |
| 1913-1920 | +0,52 %    |                              |                               |                         |                        |                              |                              |                               | - 2,0                                             | Krise 1913-22, inflation 1918-21 |

Det ses, at den økonomiske vækst var beskeden i 1860–1890, men dette skyldes nedgangen i 1860–1865 og i 1870-erne. Bag tallene skjuler det sig en markant og kvalitativt ny væksttakt fra 1865–1866 og ti år frem over, som afløste 40 år med næsten flad vækst i en økonomi, hvor 90% havde været sysselsat i landdistrikterne. Bag væksten lå også en langt stærkere befolkningsvækst fra 1860 end tidligere, og denne befolkningsvækst lagde grunden for ny sysselsætning af billig arbejdskraft i nye vækstnæringer. Væksten var ikke desto mindre ujævn, eksempelvis oplevede Finland først eksportnedgang under den amerikanske borgerkrig, afløst af det internationale tilbageslag i 1866 og i 1867 den sidste hungerepidemi i fredstid i Europa.
Gentagne avlingsproblemer og et gradvist værdifald for finske mark over for rubelen i 1860-erne blev afløst af den europæiske boom i 1870–1875, som også gavnede Finland stærkt. Den påfølgende krise fra 1876 ramte finsk eksport hårdt, og først i 1882 tog økonomien et opsving igen. Resten af 1880-erne oplevede Finland hele 4% årlig vækst, og efter en kortvarig krise i 1891–1892 fortsatte en mere stabil og jævn vækstperiode som varede til 1. verdenskrig. Importerede nedgangskonjunkturer indtraf ved århundredeskiftet i Finland på samme måde som i andre lande. Problemer i russisk økonomi i 1899 smittede over på nabolandene i vest og gik først over sent i 1902.

### Landbruget
Finlands befolkning inklusive de "gammelfinske" områder blev omkring 1810 anslåede til 1.070.000. På denne tid var der en høj befolkningsvækst i landdistrikterne, og samfundsstrukturen ændrede sig kraftigt. Inden 1860 var befolkningen vokset til 1.750.000. I samme periode indtraf en gradvis industrialisering og vækst i tjenestenæringerne således, at bonde- og skovbrugsbefolkningens andel sank fra 90% i 1820 til 80% i 1860 og 75% i 1880. Flertallet af disse arbejdede i landbruget, som sysselsatte syv gange flere end skovbruget. Landbrug og skovbrug stod for 60% av BNP i 1860. I begyndelsen af 1800-tallet var de fleste, som boede på landet, selvstændige bønder, men mod slutningen af århundredet var fattige jordløse i overtal, hvilket forårsagede sociale spændinger men også gav grundlag for industrialisering.
Det er konstateret, at hungersnøden, som kulminerede i 1867, førte til en accelererende mekanisering af landbruget umiddelbart der efter. Men samtidig fortsatte landbrugsbefolkningen at vokse betragteligt helt til, at den nåede 630.000 i 1890'erne. Og i 1890-erne vedtog lantdagen en lov, som tillod opdeling af gårdbrug, hvilke førte til, at hvert gårdbrug i gennemsnit blev endnu mindre. Når bondebefolkningen alligevel ikke voksede men fortsatt sank, skyldtes det den store reserve af jordløse landarbejdere, som kunne trækkes ind til skov- og papirindustrien, selv om der også blev flere selvejende bønder.
Den virkelige mekanisering af landbruget skød næppe fart før omkring 1900, trolig som følge af hårdere konkurrence med industrien om den billige arbejdskraft, som jordløse husmænd udgjorde. Flere gik nu over til mekaniseret mælkeproduktion. Fra denne tid sank andelen, som var sysselsat i landbrug og skovbrug, relativt hurtigt. Imens forøgede handels- og transportsektorerne deres sysselsætning, efterhånden også industrien. Landbrugets andel af BNP sank fra 60% i 1860 til 49% i 1900 og endelig 40% i 1913. Ved århundredskiftet var landbrugets andel af BNP næsten dobbelt så høj i Finland som i Sverige. Inden 1910 blev en tredjedel af landbrugsproduktionen omsat i markedet, anført af mejeri- og skovprodukter, og sådanne indtægter skaffede kapital til yderligere mekanisering.
De allerfattigste samfundslag var arbejdskraft uden jordejendomme: statare, drenge og tjenestepiger. Andelen steg fra omkring 10 % til 15–20 % i 1875 og 40 % så tidlig som ved århundredeskiftet. Den langsomme industrialisering kunne ikke afhjælpe forarmningen af landbefolkningen, og mellem 1870 og 1914 emigrerede i alt omkring 300.000 til Amerika, de fleste fra Österbotten.
Torparbefolkningen udgjorde et mellemlag, som forpagtede et lille stykke land mod at udføre arbejde på marker, som tilhørte bonden, som bortforpagtede bort husmandsstedet. Betingelserne var ofte ikke helt entydigt fastlagte, husmændene var aldrig sikrede mod ensidige ændringer eller ophævelse af aftalen. Selv om husmændene sædvanligvis var bedre stillede end ren arbejdskraft, udviklede spørgsmålet om deres retslige stilling sig til et af de mest brændende socialpolitiske spørgsmål i Finland omkring århundredeskiftet.
Finlands jordbrug var i midten af 1800-tallet ikke i stand til at holde trit med befolkningsvæksten. Efter Krimkrigen måtte en del af det nødvendige korn jævnligt importeres, og i 1860-erne kom det til flere uår, som tømte kornlagrene og anstrengte statsfinanserne. Sommeren 1867 var usædvanlig kold – isen på de sydfinske søer tøede først i midten af juni – med næsten fuldstændigt ødelagte avlinger som resultat. De anstrengte statsfinanser gjorde det vanskeligt at skaffe korn fra udlandet, og det lidet udviklede vejnet vanskeliggjorde en tilfredsstillende distribution. Følgen blev en sultkatastrofe i årene 1867 og 1868: i "de store hungersårene" mistede Finland 6% af befolkningen, omkring 100.000 mennesker.

### Industrialisering
En nævneværdig industrialisering kom ikke i gang før i 1860-erne. Ved storfyrstendømmets begyndelse levede omkring 90% af finnerne af jordbrug, frem til 1865 sank andelen til 80%. Fra 1860-erne accelererede befolkningsvæksten, og i 1914 var Finlands befolkning omkring tre millioner. Andelen, som boede i byerne, steg på denne tid fra 6% til 20%; andelen, som arbejdede i Finlands industri, steg med omtrent samme andel. Tilgangen på rigelig arbejdskraft fra de fattige lag af torpare og andre husmænd gav stærke vækstimpulser til skovindustrien, håndværk og andre bynæringer.
I 1860 stod industrien for 16% af BNP, og omtrent en lige så stor andel af sysselsætningen – den store effektivisering af industrien var endnu ikke begyndt. Boomen i 1870 gav en hurtig, men kortvarig industrivækst, som viste sig udsat for spekulation, nedgangen fra 1875 medførte en forskydning af sysselsætningen fra industri til tjenestenæringerne. På samme måde, som ledige landarbejdere gik til industrien, kunne også opsagte industriarbejdere starte småhandel eller håndværk i byerne. Industrien tog ikke et opsving igen før i 1890'erne, og i 1900 stod den for 23 % af BNP, sammenlignet med fx 30 % i Sverige og 37 % i Tyskland og USA.
I lighed med mange andre lande var tekstilindustrien blandt Finlands første industribrancher. Nogen bomuldsspinderier voksede frem, og den første dampmaskine i Finland blev taget i brug af Littoinen tøjfabrik i 1842. Skandinaviens største bomuldsspinderi midt i 1800-tallet var ejet af Finlayson & Co, i Finland. Sent i 1850'erne startede Fiskars finsk produktion af dampmaskiner til savværker og industrier. Træindustrien blev alligevel lokomotivet i Finlands industrialisering, med tømmer, planker, trævarer og møbler i første række. Forbuddet mod dampsave blev ophævet i 1857, og de sidste lovbegrænsninger for savværker blev fjernede i 1861, da en række dampsavværker blev byggede – særlig efter, at priserne steg med jernbaneboomet fra begyndelsen af 1870-erne.
Kystområderne var centrum for udviklingen, herfra blev der eksporteret træ også til Vesteuropa. Både Verla træsliberi og papfabrik i Verla i Jaala kommune og Gutzeits papirfabrik i Kotka blev grundlagte under jernbaneboomet i 1872, den sidste af den norske værkejer Hans Gutzeit fra Fredrikstad. Sådanne etableringer var eksempler på virksomheder, som kom på grund af tilgangen på trævirke og bøndernes tømmerpriser var væsentligt lavere i Finland end i Norge. Fra 1880-erne, og særlig efter århundredeskiftet, voksede også papirfremstillingen i betydning. Produktionen af træmasse og pulp startede beskedent fra 1860-tallet, og i 1880'erne blev kemisk træmasseproduktion introduceret.
Andre industrigrene rettede sig hovedsagelig mod Finlands indre marked og startede væksten i 1880-erne, delvis først senere. Omkring århundredeskiftet udviklede Tammerfors sig til Finlands ubestridte industricentrum. Byen, som lå ved "Damfossen", var begunstiget med vandkraft og direkte jernbaneforbindelse med Helsingfors og Sankt Petersborg og voksede rekordhurtigt efter, at en række tekstil- og metalindustribedrifter etablerede sig. Tammerfors' indbyggertal fordobledes fra 20.500 til 40.261 mellem 1891 og 1904.
I tiden omkring 1. verdenskrig skete der i Finland en betydelig, statslig overtagelse eller opkøb af industri. Hovedtrenden var at nationalisere virksomheder, som var vigtige inden for kemisk produktion, energiforsyning og kommunikationer. Blandt selskaberne, som staten overtog, var de senere Kemira Oyj, Enso-Gutzeit Oy og Outokumpu Oy. Nogen gange var det behovet for investeringskapital, som gav anledning til hel eller delvis statslig overtagelse.

### Valutapolitik og bankvæsen
Efter, at Finland og Sverige blev adskilte i 1809, blev rubelen Finlands officielle valuta. Forbindelserne med Sverige var fortsat stærke, og som et udtryk for dette forblev den svenske riksdaler gyldigt betalingsmiddel frem til 1840. Fra dette år begyndte Finlands Bank at udstede rubler lokalt, knyttede til sølv. Men under Krimkrigen gik Rusland bort fra sølvstandarden igen, og rubelen blev så ustabil, at Finland på kort tid oplevede en 20% inflation. Egen valuta blev anset som nødvendig, og i 1860 fik Finland tilladelse til at tage finske mark i brug. Men fortsat skulle de stærkt svingende russiske papirpenge være lovligt betalingsmiddel. Finansminister Johan Vilhelm Snellman formåede efter et stort overtalelsesarbejde at bearbejde russiske regeringsmedlemmer til at godtage en valutareform for Finland, og den 4. november 1865 undertegnede tsar Alexander 2. det såkaldte valutamanifest. Sølvmarken blev nu defineret som eneste lovlige betalingsmiddel i Finland. Rigtignok blev også sølvrubelen gyldig, men de ustabile russiske papirpenge kunne ikke bruges mere.
Finland led der imod fortsat under, at finske mark stadig faldt i værdi i forhold til rubler. Dette førte til prisforøgelse på importvarer fra Rusland, og kom på toppen af internationale tilbageslag og avlingssvigt i hele perioden 1861–1867.
I 1870-erne faldt priserne på sølv i forhold til guld, og mange stater byttede da til guldstandarden. Da zaren i 1878 efter lang tøven godkendte en valutaændring for Finland, indførte de finske politikere de facto guldstandard, mens sølvrubelen og uofficielt papirrubelen fortsat var officiel valuta i Rusland. Guldstandarden blev godkendt af parlamentet, og zaren havde ikke fuldmagt til at ændre finske love og på denne måde reversere processen. Storfyrstendømmet prægede egne 10 og 20 mark-sedler af guld fra 1878 til 1913, og praktiserede guldstandarden frem til 1915. Fra og med 1878 havde Finland dermed i realiteten monetært og økonomisk selvstyre, over ikke blot finanspolitikken men også pengepolitikken.
Den finske centralbank blev stiftet allerede i 1811 og fik i 1840 sit nuværende navn Finlands Bank/Suomen Pankki. Til at begynde med havde banken få opgaver, men i 1840 fik banken ret til at udstede papirpenge, og fra 1865 kontrollerede banken den nye valuta – finske sølvmark. Finlands bank blev på sin side kontrolleret af de finske stænder, også selv da stænderforsamlingen ikke blev sammenkaldt. Efter, at Alexander 2. i 1860-erne ophævede de lovmæssige begrænsninger, blev der oprettet handelsbanker, først ude var Finlands Hypotekförening i 1860 og Föreningsbanken i Finland i 1862, senere fulgte en række andre. Kapital var også tilgængelig fra pensionsfonde, fattigkasser, Staten, selskaber og privatpersoner.
Med de nye muligheder for at skaffe kapital på kredit var en af grundforudsætningerne for industrialiseringen på plads, i hvert fald på papiret. Studier af større selskabers balanceposter fra 1870-årene viser der imod, at kapitalmarkedet var lidet udviklet: hele ¾ af balancebeholdningerne var opsparet egenkapital. Selskabsloven af 1864 gav formelt nye muligheder for at rejse kapital, men fraværet af udenlandske investeringer og et effektivt bankmarked medførte en høj grad af egenfinansiering. Dette ændrede sig der imod nærmere ved århundredeskiftet, da banker og forsikringsselskaber fik adgang til stadig mere kapital og gradvis etablerede et mere modent bankmarked. Ved udbruddet af 1. verdenskrig var udviklingen af bankvæsenet modnet ved, at banker og forsikringsselskaber da stod for hele 90% af al udestående kredit. Hyperinflationen under og efter 1. verdenskrig førte til oprettelse af i alt 23 nye banker på mere eller mindre spekulativt grundlag, og kun 9 af disse overlevede mellemkrigstiden.

### Samfærdsel
På begyndelsen af 1800-tallet var samfærdselsårerne i Finland lidet udviklede. Landevejene blev mudrede og var vanskelig farbare under regnvejr og var om vinteren ofte helt ufremkommelige. Forbedringer af trafikkårene var en grundforudsætning for det industrielle opsving i de ulige næringer. Saimaa kanalen blev af stor betydning ved at forbinde Østfinland og Finske Bugt med det russiske og europæiske marked. Bygningen blev påbegyndt i 1845, og kanalen blev indviet i 1856.
Opbygning af jernbanenettet var et led i Aleksander 2.s udviklingsprogram, og den første jernbanestrækning i Finland blev anlagt på zarens ordre. Banestrækningen forbandt Helsingfors og Tavastehus og blev åbnet i 1862. Mellem 1868 og 1870 kom strækningen Riihimäki – St. Petersburg. Sporvidden på denne strækning var et politisk stridsemne, men til syvende og sidst fik det finske jernbanenet samme sporvidde som det russiske jernbanenet, det vil sige bredere end ellers i Europa. I 1870-erne blev der bygget en forlængelse fra Tavastehus til Tammerfors, i 1903 blev strækningen yderligere forlænget gennem Österbotten til Torneå.
Andre hovedstrækninger gik gennem provinsen Savolax fra Kouvola til Idensalmi og til Norra Karelen fra Vyborg til Joensuu. Frem til 1914 blev disse hovedstrækninger yderligere forlængede: Österbotten-linjen fra Kemi til Rovaniemi, Savolax-linjen fra Idensalmi til Kajana og Karelen-linjen fra Joensuu til Nurmes. Endelig blev Karelen knyttet direkte til Österbotten under 1. verdenskrig. Dette vil sige, at den overvejende del af Finlands senere jernbanenet blev færdigt allerede under storfyrstendømmets tid.

### Sociale forhold
Eksportpriserne svingede voldsomt, og den gryende eksportindustri bragte ujævnt fordelt vækst, fordi arbejdskraften var billig. Landbrugsbefolkningen led under overbefolkning, som kun delvist blev modvirket af udvandring, den vigtigste modtager af overflødige, fattige landarbejdere var skov- og papirindustrien. I social forstand var ikke desto mindre landbruget af yderste vigtighed, fordi omsætning og eksport af landbrugsprodukter bragte indtægter, som blev forholdsvis jævnt fordelte. En anden gunstig udvikling for beskæftigelsen og folks indkomstsniveau var, at en de facto forøgelse af importtolden i løbet af anden halvdel af 1800-tallet beskyttede indenlandsk landbrug og industri mod konkurrence fra udlandet. Fra 1880-erne og frem over oplevede finnerne en mere jævn vækst i levestandarden. En stadig mindre andel af indtægten gik til madvarer og bolig frem mod 1. verdenskrig.
En vigtig ny mulighed for sysselsætning kom med udbygningen af jernbaner, postvæsen og telekommunikation fra 1860-erne. Virkelig massearbejdsløshed oplevede Finland ikke før 1917–19, da en stor arbejdsstyrke vendte hjem fra borgerkrigen og ophold på forsvarsanlæg i Rusland til et Finland, som oplevede store økonomiske og sociale ændringer under revolutions- og krigsperioden. Men der var også alvorlige krisetider 1877-1879.
Skolegang var stort set organiseret af kirken eller private organisationer i første halvdel af 1800-tallet. I byerne blev efterhånden skole og højere uddannelse en vigtigere opgave, mens kirkesognene og (fra 1865) de nye herredskommuner i landdistrikterne havde mere end nok med at dække udgifterne til fattigforsorg. Mange sogne og herredskommuner modsatte sig at etablere skoler. De første videregående skoler kom ikke før end i 1870'erne i byerne, og først fra 1880 skete der en hastig nedgang i analfabetismen ved, at staten gik ind og dækkede en stadig større del af lærernes lønninger.
I 1880 havde blot 2 % uddannelse over grundskole, men hele 98% kunne læse, Derimod kunne langt færre skrive, kun 11 %. Det var ikke før end ved århundredskiftet, at skolegang afløste fattigforsorg som landkommunernes største udgiftspost. Sundhedsvæsenet var udbygget i byerne med henblik på at begrænse epidemier, mens der knapt nok fandtes sundhedsvæsen i det hele taget på landet. Fra 1880-erne begyndte staten at finansiere lønudgifter ved sygehuse i kommunerne, og længe var halvdelen af sygehusene private eller tilhørte kirken.

## Sprog og national opvågning
Svensk sprog beholdt positionen som embeds- og forvaltningssprog under hele den russiske periode. Finsksprogede lægfolk forstod ikke et ord af de svensksprogede dokumenter, som de fik udleveret ved offentlige kontorer, eller vidneafhøringer fra svensksprogede dommere. Præstens prædiken foregik på finsk, men fra og med ungdomsskolen var svensk eneste sprog. Sprogligt skel blev efterhånden det sikreste tegn på klassetilhørsforhold.
Den fremvoksende finske nationalfølelse førte til, at sprogspørgsmålet blev en af periodens vigtigste politiske temaer. Også det russiske sprog fik en vis status i perioden, da det fra 1818 blev forlangt, at alle embedsmænd havde noget kendskab til russisk. De nationalistiske impulser fra Tyskland og Skandinavien kom til Finland via Åbo Akademi, takket være blandt andre Adolf Ivar Arwidsson. Efter, at universitetet få år senere flyttede til Helsingfors, fortsatte den finsk-nationale agitation, og studenterforeninger var blandt de første lærde kredse, som tog finsk sprog i brug.
Russerne havde også positive følelser over for denne bevægelse, fordi den modvirkede Sveriges indflydelse. Ingen censur stoppede oprettelsen af Finska litteratursällskapet i 1831. Eftergivenheden havde rigtignok sine grænser, allerede i 1823 blev den frittalende Arwidsson afsat fra akademiet i unåde, og han emigrerede til Sverige. Men studenterlederen Johan Wilhelm Snellman bekræftede russernes håb om en anti-svensk opvågning, da han midt på 1830-tallet forsikrede zar Nikolaj 1. om, at den svenske periode havde været ødelæggende for den finske nation. På lang sigt så Snellman for sig hårdere russificering, hvilket gjorde det magtpåliggende at udvikle den finske nationalfølelse og sprogstilling til forsvar mod det, som måtte komme. Som rektor ved en ungdomsskole i Kuopio fik Snellman i 1844 tid til at starte avisen Saima for middelklassen, og magasinet Maamiehen Ystävä (Bondevennen) for almuen. Da Saima efter to år blev lukket, skyldtes det ikke, at den blev trykt på finsk men snarere dens politiske indhold.
I 1828 blev der ansat en lektor i finsk sprog ved universitetet, og i 1850 blev der grundlagt et institut for finsk sprog og litteratur. De første finske afhandlinger blev trykt i 1858. I Jyväskylä samme år blev det første gymnasium med finsk som undervisningssprog grundlagt. Vigtige sprogpolitiske talsmænd som Johan Ludvig Runeberg og Zacharias Topelius lagde stor vægt på nødvendigheden af at udvikle finsk sprog og etablere det som et kultur- og embedssprog. Elias Lönnrots nationalepos Kalevala fra 1835 blev af stor betydning for, at det ringeagtede finske sprog og finsk kultur fik en højere status. Kalevala vakte stor opsigt i Europa, og endnu større i Finland. På sigt svækkede den nye litteratur også kræfterne, som anså svensk sprog som det eneste potente forsvarsværk mod fremtidig russificering.
Den officielle forbud mod finsk skriftsprog fra 1850 kom som en reaktion på yderliggående finskhedsbestræbelser, men blev i praksis ophævet allerede efter fire år. Striden mellem svensk og finsk sprog blev derimod langt mere uforsonlig og satte sit præg på den politiske debat i Finland i 1800-tallet. Bestræbelserne på at forbedre det finske sprogs stilling og de sproglige rettigheder for de finsksprogede mundede i 1840-erne ud i Fennomanibevægelsen. Mens liberale fennomaner som Elias Lönnrot og Zacharias Topelius var talsmænd for tosprogethed, ville frem for alt de yngre fennomaner, som fra 1863 var inspirerede af Yrjö Koskinen, at finsk skulle fortrænge svensk som kultur- og embedssprog. Som en modreaktion på fennomanerne dannede der sig en gruppe Svekomaner, som forsvarede svensk sprog, under ledelse af Axel Olof Freudenthal.
Gennem århundredet skabte svekomanerne større udfordringer for finnomanerne, og modsætningerne blev rigtig dybe med udgivelsen af den svenske journalist August Sohlmans bog Det unga Finland i 1855, hvor den ariske, svenske højkultur blev sat op mod finnernes "asiatiske" herkomst. Johan Wilhelm Snellman så med uro på splittelsen mellem finsk- og svensksprogede og udviklede efterhånden et forsonende kompromis: Han mente, at grundskolen burde undervise på begge sprog for at tvinge hver enkelt lærer til at lære sig både finsk og svensk. Dette kompromisforslag faldt på stengrund, da zaren i 1869 indsatte en konservativ, anti-finsk skoledirektør i landet, men på sigt blev Snellmanns drøm om sproglig balance opfyldt mod slutningen af 1880-tallet, da andelen af finsk- og svensksprogede skoler, studenter og rigsdagsrepræsentanter nåede omkring 50-50.
I 1863 fik fennomanerne tilsyneladende et andet, sprogpolitisk gennembrud, da Aleksander 2. undertegnede en forordning, som sagde, at inden 20 år skulle finsk være et ligeberettiget sprog i embedsværket og retsvæsenet. Aleksis Kivis roman Sju bröder (1870) blev desuden et vigtigt grundlag for de første finsksprogede teatre. Men på grund af politisk modstand fra finland-svensk hold blev sprogforordningen kun gennemført halvvejs i 1886 – med valgfri sprogform for offentlige myndigheder. Først i 1902 blev finsk sprog mere entydig defineret som statssprog. Processen blev hæmmet af sprogmanifestet af 1900, som proklamerede, at russisk skulle bruges i forvaltning og senat. I praksis blev dog svensk og finsk brugt i senatet, mens alene protokollen blev oversat til russisk. Sprogmanifestet blev ophævet i 1906 efter, at den første russificeringsperiode sluttede.

## Religion
I Sverige var den evangelisk-lutherske kirke statskirke fra Gustav Vasas regeringstid, og i sin troned lovede Aleksander 1. finnerne, at de skulle få lov til at beholde deres tro. Svenskekongens myndighed blev overført til zaren, hvilket medførte, at overhovedet for den lutherske kirke i Finland selv var ortodoks. Kirkelovene blev ændrede i 1869, og kirken fik en vidtgående selvbestemmelsesret, som i store træk er bevaret siden. Oprindelig var der to bispedømmer, et med sæde i Åbo og et i Borgå; de gammelfinske områder blev lagt ind under sidstnævnte. I 1850 blev der oprettet et nyt bispedømme i Nordfinland, først med sæde i Kuopio, senere blev det flyttet til Uleåborg. Et fjerde bispedømme blev oprettet i Nyslott 1897.
De russiske herskere forsøgte at udbrede den ortodokse lære i Finland, og der blev bygget en række ortodokse kirker, for eksempel er Uspenskijkatedralen i Helsingfors, som blev færdig i 1869, verdens største ortodokse kirkebygning i den vestlige verden. I kølvandet på russiske embedsmænd og militære blev der grundlagt ortodokse menigheder i de større stæder. Efter, at det ortodokse Finland først stod under metropolitten af Sankt Petersborg, blev det uafhængige ortodokse bispedømme i Finland grundlagt i 1892.
Ulige vækkelsesbevægelser med udspring i pietismen fik stor samfundsmæssig betydning tidligt i 1800-tallet trods forbud mod bønnemøder uden for gudstjenesterne og mod oprettelse af bibelforeninger. Hovedbudskabet var en streng moralsk levevis og var en reaktion mod de liberale og videnskabeligt-rationelle strømninger inden for den lutherske kirke og statsapparatet generelt.
Til de centrale forkæmpere for disse bevægelser hørte Paavo Ruotsalainen, som fra sit hjemsted i Nilsiä stort set foretog sine lange forkyndelsesrejser til fods. Som så mange andre blev også Ruotsalainen udsat for repressalier, da man mistænkte de spontant dannede bevægelser for at være mulige urocentre. Men i tidens finsk-nationale stemning fik hans bevægelse støtte fra mange højt uddannede, og ønskerne om at slå ned på lægmands-pietismen blev aldrig ført virkelig ud i livet. Efterhånden sluttede flere præster i den lutherske kirke sig til pietismen, som derved slog rod i den etablerede kirke inde fra.